# Henri Jobier
Louis Pierre Henri Jobier (Courson-les-Carrières, 6 de julio de 1879-París, 25 de marzo de 1930) fue un deportista francés que compitió en esgrima, especialista en la modalidad de florete. Participó en dos Juegos Olímpicos de Verano en los años 1900 y 1924, obteniendo una medalla de oro en París 1924 en la prueba por equipos.

## Palmarés internacional
| Juegos Olímpicos | Juegos Olímpicos | Juegos Olímpicos | Juegos Olímpicos    |
| Año              | Lugar            | Medalla          | Prueba              |
| ---------------- | ---------------- | ---------------- | ------------------- |
| 1924             | París (Francia)  | Medalla de oro   | Florete por equipos |